# Ротвейлер
Ротве́йлер (нем. Rottweiler, досл.: «из г. Ротвайль») — немецкая порода собак, относящаяся к группе молоссов, сформированная в районе города Ротвайль и на берегах реки Неккар.
Собаки этого типа являются одними из самых древних в Германии, их происхождение уходит к собакам Римской Империи.
На данный момент порода имеет признание в следующих кинологических федерациях: FCI, AKC, UKC, KCGB, CKC, ANKC, NKC, NZKC, APRI, ACR, DRA, CRC, DRK, IRK, NAPR, CKC.

## История породы
Собаки, схожие по фенотипу с современными ротвейлерами, сформировались в период Римской Империи. Считается, что именно эти собаки легли в основу кровей современных ротвейлеров.
Активное распространение этих собак началось во время завоевательных походов легионов Клавдия Августа. Собаки этого типа использовались и целенаправленно выводились римлянами для сопровождения стад скота, которые должны были следовать за войсками для обеспечения их питания. Работа была направлена на отбор собак по наиболее сухому фенотипу.
В 74 году н. э. после перехода через Альпы войска Клавдия Августа остановились на территории нынешней Германии, заняв долины вдоль реки Неккар, отличавшиеся мягким климатом и плодородной почвой. Тогда же вместе с войсками там появились и эти собаки.
В силу того, что в регионе после этого начало активно развиваться скотоводство, получили дальнейшее развитие и эти собаки, популярность которых в новом регионе обитания росла все больше.
В Средние века собаки этого фенотипа распространились по всей территории Германии. В это время их стали использовать не только в качестве скотогонных, но и в качестве охранных собак. В городах они использовались также в качестве тягловых для перевозки небольших грузов и транспортировки уличных торговых тележек. В этом качестве они применялись в том числе для перевозки торговых тележек с мясом, откуда и появилось первое название данной породы — Metzgerhund, что в переводе означает «собака мясника».
К середине XIX века с распространением железных дорог, на которых стали перевозить скот вместо традиционной перегонки, численность собак этого типа заметно упала, но определённую популярность у своих любителей они все равно сохраняли.
На выставке собаки этого типа впервые были представлены под названием «собака мясника» в 1882 году в городе Хайльбронн. При этом там была представлена всего одна собака этой породы, так как их численность к тому времени очень сильно упала.
Толчком к возрождению этой породы стал случай, произошедший в 1901 году: вахмистр германской полиции при помощи собаки этой породы разогнал целую толпу ведущих себя агрессивно матросов. Случай попал в публикации местных газет, дав толчок к повторному распространению этих собак, теперь уже в качестве охранных. Этот же случай стал и толчком к применению ротвейлеров в полиции. В это время порода имела два названия — как «собака мясника», так и «Ротвайльская собака». Это название было дано породе по названию города Ротвайль, в котором проводились крупные сельскохозяйственные ярмарки, на которых собиралось большое количество тех самых мясников, у которых работали эти собаки.
В 1910 году Управление полиции Германии официально признало ротвейлера служебной собакой наравне с ещё двумя породами, немецкой овчаркой и эрдельтерьером.
Современное название породы — ротвейлер — было принято только в 1921 году, когда в Штутгарте был создан объединённый клуб собак этой породы, существующий и по сей день. Тогда же было начато ведение современных племенных книг и родословных.
В Россию ротвейлеры впервые попали в 1914 году, когда были целенаправленно завезены для охраны охотничьих угодий и защиты от хищников. Однако большой популярности тогда они не успели получить.
Второй раз на территорию России активно завозиться ротвейлеры начали уже после Второй мировой войны, когда их начали активно использовать в милиции в качестве конвойных и охранных собак.
Помимо активного использования ротвейлеров в работе, они также легли в основу нескольких пород, разводившихся в СССР. В частности, их крови были использованы в селекционной работе над такими породами, как чёрный терьер и московский водолаз.
В ходе селекционной работы российских кинологов был сформирован фенотип породы ротвейлер, который значительно отличается от европейского фенотипа этой породы. Собаки российского типа более массивны, имеют более крупную морду и выраженные скулы, более густую и плотную шерсть.
В Америке ротвейлеры появились после Первой мировой войны. При этом признание Американского кеннел-клуба порода получила только в 1931 году.
Признание Международной кинологической федерации FCI порода получила в 1955 году. Значительно позднее, в 1996 году, стандарт был несколько изменён — в него были внесены поправки, касающиеся купирования ушей и хвостов. По обновлённому стандарту у ротвейлеров стало допускаться и даже одобряться отсутствие купирования ушей и хвостов.

## Внешний вид
Ротвейлер — это крупная, атлетически сложенная собака, производящая впечатление мощного и выносливого животного. Силуэт выглядит слегка приземистым, производя впечатление высокой устойчивости собаки. В состоянии покоя движения у эти собак кажутся чуть расхлябанными и ленивыми, однако в работе ротвейлеры показывают размашистые, не скованные, мощные движения.
Ротвейлеры относятся к категории рабочих собак, для которых в рамках выставок обязательным является проведение рабочих испытаний, а отбор собак направлен главным образом на поддержание высоких рабочих качеств и физической гармоничности, позволяющей этим собакам выдерживать большие нагрузки.
Высота в холке кобелей — 61—68 см, сук — 56—63 см. Вес кобелей — около 50 кг, сук — около 42 кг. Индекс растянутости — 103—105. Длина туловища, измеренная от грудной кости до седалищных бугров должна превосходить высоту в холке самое большее на 15 %. Половой диморфизм хорошо выражен, кобели значительно массивнее и выше сук, зачастую имеют более рыхлый тип сложения.
Голова умеренной длины, с широким выпуклым лбом и очень хорошо выраженным переходом от лба к морде. Скулы сильно выражены, с хорошо развитым рельефом мышц. Челюсти широкие, мощные, пасть широко открывается. Спинка носа прямая, почти без сужения. Мочка носа крупная, широкая, с хорошо открытыми ноздрями.
Губы плотно прилегающие, рыхлые, мясистые. Уголки губ немного отвислые, образуют выраженные брыли. Нос, губы и веки всегда имеют чёрный цвет.
Глаза небольшие, миндалевидные или круглые. Цвет — карий или тёмно-карий. Веки хорошо прилегают к роговице глаза, край века имеет выраженное утолщение. Надбровные дуги хорошо выражены, имеют хорошо заметный объём.
Уши среднего размера, в случае отсутствия купирования висячие или полувисячие, имеют форму равнобедренного треугольника. Поставлены высоко на черепе, далеко отстоят друг от друга. Концы ушей свисают заметно вперёд, визуально придавая голове ещё больше ширины. В случае купирования уши купируются коротко, острым концом к центру черепа. В настоящее время (начиная с 2000-х годов) предпочтение отдаётся некупированным собакам, а в ряде кинологических федераций купирование и вовсе запрещено.
Шея крепкая, высоко поставленная, с хорошо выраженным рельефом мускулатуры. За линией загривка шея слегка выпуклая и переходит в хорошо развитую высокую холку. Наличие складчатости не желательно, шея должна быть сухой.
Корпус чуть растянутого формата, у сук длиннее, чем у кобелей. Спина прямая, крепкая, без просадки. Желательно наличие выраженного рельефа мускулатуры вдоль позвоночника собаки. Круп широкий, имеет округлые формы, находится на одной линии со спиной.
Грудь очень объёмная, широкая, иногда производящая впечатление бочкообразной. Переход от рёбер к животу не выражен, сам живот не подтянут. В паху иногда наблюдается небольшая складчатость и кожные подвесы.

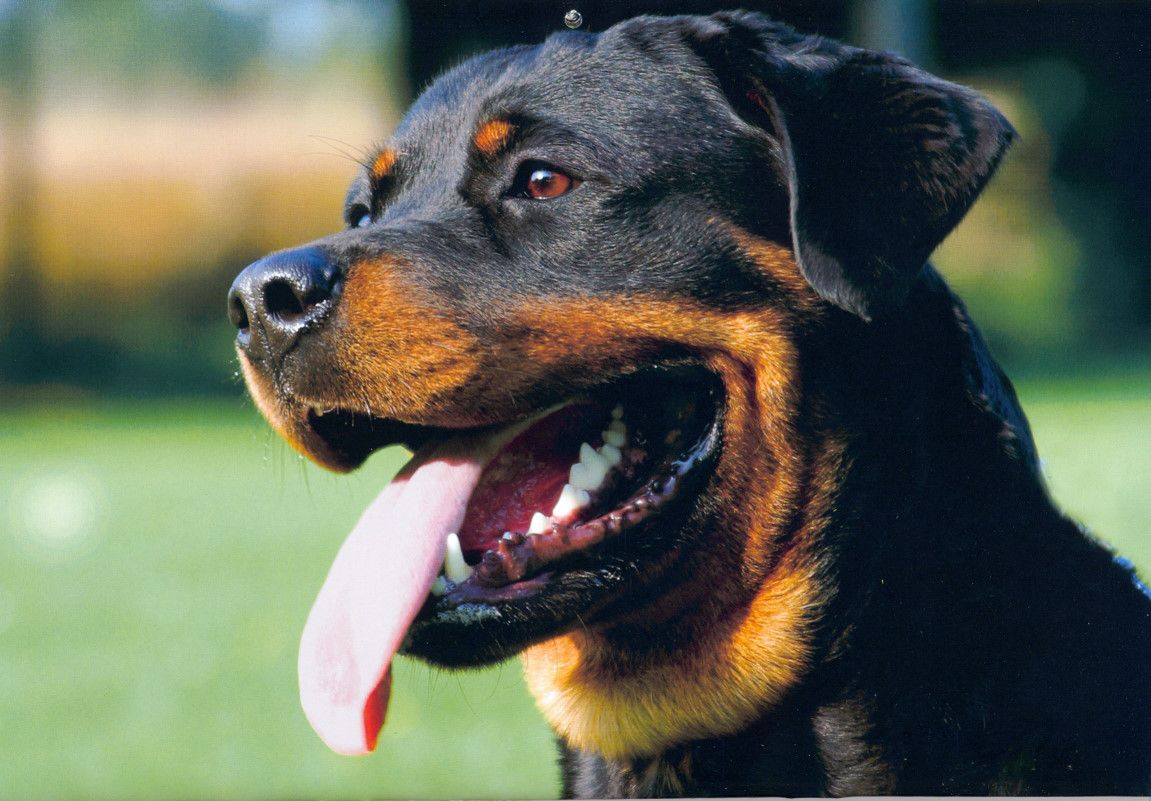

Хвост в некупированном состоянии толстый и мускулистый у основания, плавно сужающийся к концу. В опущенном состоянии достигает скакательного сустава. В спокойном состоянии собака, как правило, держит его на уровне спины, при этом кончик хвоста слегка загнут. При выставочной оценке некупированный хвост должен проверяться на наличие изломов и узлов, в случае выявления этих признаков животные выбраковываются. При купировании оставляется длина хвоста в один-два позвонка, отдельная экспертная оценка хвоста не проводится.
Передние конечности прямые, поставленные широко друг от друга. Лопатки хорошо выражены, локти плотно прилегают к грудной клетке. И задние, и передние конечности хорошо обмускулены и имеют выраженный рельеф суставов. Пясти имеют небольшой наклон, упругие и очень подвижные. Лапа округлая, плотно собранная, с короткими пальцами и хорошо развитыми подушечками.
Задние конечности широко поставлены, слегка вынесены за корпус, имеют сильное рельефное бедро. Угол скакательного сустава плавный, не сильно выраженный. При оценке задних лап на аллюре сильным недостатком считается косолапость или недостаточный вынос задних конечностей.
Шерсть плотная, густая. Остевой волос средней длины, хорошо развит, плотно прилегает к телу. На спине и загривке остевой волос удлинён, может образовывать небольшую волну. Подшёрсток густой, набивной, плотный. При содержании собаки в холодных условиях подшёрсток может развиваться особенно интенсивно, обеспечивая ротвейлерам способность переносить низкие температуры.
Окрас допускается только один — чёрный с контрастным красным или ярко рыжим подпалом. Подпалины должны быть хорошо очерчены и занимать не менее пятнадцати и не более тридцати процентов площади тела собаки.

## Характер
Ротвейлеры обладают спокойным и сильным характером, а также стабильной психикой. Собаки этой породы склонны демонстрировать доминантное поведение по отношению к своим сородичам, поэтому им необходима ранняя социализация и правильное построение взаимоотношений хозяина со щенком.
К посторонним людям ротвейлеры недоверчивы, не склонны проявлять интерес к чужим людям и идти с ними на контакт.
В семье собаки этой породы ласковы и контактны по отношению ко всем членам семьи, включая детей. Их удобно содержать в квартире, так как дома они не склонны устраивать активные игры, и даже если их им предложить, ротвейлер вряд ли будет готов поддержать такую игру. Активно играют, как правило, только щенки и молодые собаки, и главным образом в ответ на инициативу от человека.
Ротвейлеры склонны к проявлению агрессии по отношению к людям и животным, поэтому прежде чем приступать к обучению собаки на защитные или караульные службы, необходимо предварительно добиться высокого уровня послушания собаки и высокой социализации. В противном случае после обучения на охрану собаки этой породы могут начать демонстрировать неуправляемую агрессию.
При этом собаки данной породы хорошо и быстро усваивают новые навыки и команды, а также быстро запоминают паттерны поведения, что делает эту собаку одновременно хорошо подходящей для различных видов обучения и дрессировки и одновременно требующей от владельца и кинолога высокого уровня профессионализма, так как ротвейлер может быстро запомнить допущенный при обучении ошибочный способ выполнения команды или тип поведения, а исправить это в дальнейшем будет сложно.

## Уход и здоровье
Собаки породы ротвейлер не требуют сложного специализированного ухода и подходят для содержания как в квартирах, так и в частных домах. Шерсть у собак этой породы достаточно вычёсывать один раз в неделю, нужно это главным образом для вычёсывания подшёрстка, чтобы тот не сыпался по квартире. Регулярного мытья также не требуется, это нужно делать только в случае загрязнения шерсти собаки.
Стоит учитывать, что кожа ротвейлеров имеет большое количество сальных желёз, что делает этих собак не подходящими для тех, кто имеет выраженную аллергию на собак. Даже кратковременный контакт аллергиков с ротвейлерами может обернуться весьма неприятными последствиями.
Выгул для этих собак нужен длительный, при этом преобладать должны интеллектуальные нагрузки, а вот большого количества физической активности этим собакам не нужно. Гулять с ротвейлерами можно в достаточно спокойном темпе.
Ротвейлеры склонны к ожирению, поэтому необходимо тщательно следить за количеством потребляемой ими пищи и её калорийностью.
К породным заболеваниям ротвейлеров относятся: дисплазия, артрит, рассекающий остеохондрит, сердечная недостаточность, сердечный ревматизм. С целью сокращения распространения гена дисплазии внутри породы при разведении ротвейлеров является желательным проведение генетического теста на определение гена дисплазии у обоих родителей. Для предотвращения проблем с суставами ротвейлерам важно дозировать, а зачастую и ограничивать, нагрузки на опорно-двигательный аппарат вплоть до полутора лет.

## Применение
Традиционно ротвейлеры использовались в качестве охранных и скотогонных собак. Применение в качестве охранных собак остаётся основным для этой породы и сейчас. Также они используются как служебные собаки в армии и полиции многих стран. Содержат ротвейлеров и в качестве собак-компаньонов, но это встречается заметно реже.